# العارض
العارض أحد المناطق التاريخية التي كانت يتألف منها إقليم نجد في المملكة العربية السعودية. وقد كان اسم العارض (أو عارض اليمامة) يطلق قديماً على جبل طويق الممتد من حدود منطقة القصيم الجنوبية شمالاً وحتى مشارف وادي الدواسر جنوباً، وكان يسمّى أيضاً «العروض»، «وهي [أي اليمامة] معدودة من نجد وقاعدتها حجر وتسمى اليمامة جواً والعروض بفتح العين»،  إلا أنه أصبح يطلق في القرون الأخيرة على القسم الأوسط منه المتركز حول مدينة الرياض الحالية.
ويقصد بالعارض حاليا الرياض والدرعية وضرما والعيينة والجبيلة وسدوس والعمارية ومنفوحة والمصانع وعرقة والحائر. ويعدّ محمد بن بسام التميمي (توفي 1246 هـ/1830 م) شعيب حريملاء أيضاً ضمن العارض.
و قد كانت العارض منشأ دعوة الشيخ محمد بن عبدالوهاب والدول السعودية المتعاقبة، ويرجع البعض ذلك إلى قدم ظاهرة التحضر في العارض مقارنة ببقية مناطق نجد بالإضافة إلى وجود اهتمام قديم بالعلوم الشرعية وبالأخص فيما يخص المذهب الحنبلي. وعلى الرغم من المقاومة الشديدة التي أبدتها بعض بلدات العارض (و خصوصاً الرياض) للدولة السعودية الأولى، فإن أهل العارض شكلوا بعد ذلك عماد جيوش الدولة السعودية بمراحلها الثلاث، كما لحق بها النصيب الأكبر من الدمار (خصوصا الدرعية وضرماء) أثناء حملة إبراهيم باشا العثماني على نجد عام 1818 م.
وتتميز لهجة سكان العارض بعدة خصائص مقارنة بأهل نجد، منها انعدام نون النسوة وإضافة ألف ممدودة إلى تاء المخاطب مثل قولهم («ما دريتا») و (فيذا) واستخدام مفردات قديمة مثل «ما برح» (من أخوات كان) وغير ذلك (انظر لهجة نجدية).